# Giải vô địch bóng đá bãi biển Đông Nam Á
Giải vô địch bóng đá bãi biển Đông Nam Á hoặc Giải vô địch bóng đá bãi biển hiệp hội các quốc gia Đông Nam Á là một giải thi đấu bóng đá bãi biển quốc tế của các quốc gia Đông Nam Á và được phê chuẩn bởi Liên đoàn bóng đá Đông Nam Á.

## Lịch sử
Lần đầu tiên đã tổ chức vào năm 2014 trong khi đã diễn ra ở Malaysia. Vì lý do tài trợ, giải còn được gọi là Giải vô địch bóng đá bãi biển FELDA Đông Nam Á. Lần thứ hai của giải đấu đã được tổ chức ở Việt Nam từ ngày 5–13 tháng 8 năm 2016, nhưng đã bị hoãn lại đến ngày 2–12 tháng 12 năm 2016. Lần thứ ba của giải đấu  được tổ chức ở Indonesia từ ngày 3–13 tháng 10 năm 2017.

## Tóm tắt
| Năm           | Địa điểm |            | Chung kết | Chung kết  | Chung kết   |                         | Tranh hạng ba | Tranh hạng ba | Tranh hạng ba |
| Năm           | Địa điểm | Vô địch    | Tỉ số     | Á quân     | Hạng ba     | Tỉ số                   | Hạng tư       |               |               |
| 2014 chi tiết | Kuantan  | · Malaysia | 6–4       | · Việt Nam | · Thái Lan  | 4–1                     | · Lào         |               |               |
| 2018 chi tiết | Bali     | · Việt Nam | 6–4       | · Thái Lan | · Malaysia  | 2–1                     | · Indonesia   |               |               |
| 2019 chi tiết | Chonburi | · Thái Lan | 4–2       | · Việt Nam | · Malaysia  | 4–4 (s.h.p.) (6–5 pen.) | · Afghanistan |               |               |
| 2022 chi tiết | Pattaya  | · Thái Lan | 3–1       | · Malaysia | · Indonesia | —                       | —             |               |               |

## Các đội tuyển đạt đến tốp 4
| Đội tuyển   | Vô địch        | Á quân         | Hạng ba        | Hạng tư  | Tốp 4 tham dự |
| ----------- | -------------- | -------------- | -------------- | -------- | ------------- |
| Thái Lan    | 2 (2019, 2022) | 1 (2018)       | 1 (2014)       | -        | 3             |
| Việt Nam    | 1 (2018)       | 2 (2014, 2019) | -              | -        | 3             |
| Malaysia    | 1 (2014)       | 1 (2022)       | 2 (2018, 2019) | -        | 3             |
| Indonesia   | -              | -              | -              | 1 (2018) | 1             |
| Afghanistan | -              | -              | -              | 1 (2019) | 1             |
| Lào         | -              | -              | -              | 1 (2014) | 1             |

### Thống kê chung
| Đội tuyển   | Lần | St | T | H | B | BT | BB | HS  | Đ  |
| ----------- | --- | -- | - | - | - | -- | -- | --- | -- |
| Việt Nam    | 2   | 10 | 9 | 0 | 2 | 63 | 26 | +37 | 27 |
| Thái Lan    | 2   | 10 | 8 | 0 | 2 | 42 | 26 | +16 | 21 |
| Malaysia    | 2   | 10 | 7 | 0 | 3 | 26 | 37 | -11 | 21 |
| Lào         | 2   | 10 | 5 | 0 | 5 | 33 | 24 | +9  | 15 |
| Indonesia   | 1   | 3  | 1 | 0 | 2 | 15 | 12 | +3  | 3  |
| Myanmar     | 2   | 6  | 1 | 0 | 5 | 22 | 31 | -8  | 3  |
| Philippines | 2   | 6  | 1 | 0 | 5 | 17 | 33 | -16 | 3  |
| FELDA       | 2   | 6  | ? | 0 | ? | ?  | ?  | ?   | ?  |
| Đông Timor  | 1   | 3  | ? | 0 | ? | ?  | ?  | ?   | ?  |
| Afghanistan | 1   | ?  | ? | ? | ? | ?  | ?  | ?   | ?  |
| Trung Quốc  | 1   | ?  | ? | ? | ? | ?  | ?  | ?   | ?  |